# مقاطعة مونتكالم (ميشيغان)
مقاطعة مونتكالم هي مقاطعة في ميشيغان، بلغ عدد سكانها 63٬342  نسمة، في 2010، عاصمتها ستانتون، تبلغ مساحتها 1٬967 كيلومتر مربع.

## الموقع
تشترك في الحدود مع:
- مقاطعة ميكوستا
- مقاطعة إونيا (ميشيغان).

## التقسيمات الإدارية
- ستانتون.